# Мюброк
Мюброк (нем. Mühbrook) — община в Германии, в земле Шлезвиг-Гольштейн. 
Входит в состав района Рендсбург-Экернфёрде. Подчиняется управлению Бордесхольм-Ланд.  Население составляет 522 человека (на 31 декабря 2010 года). Занимает площадь 5,3 км².